# Oxid hassičelý
Oxid hassičelý (HsO4) je binární chemická sloučenina kyslíku a hassia připravená v plynné fázi ve velmi malém množství a jako látka není stabilní, protože atom hassia má poločas přeměny maximálně v řádu desítek sekund. Je to analog oxidu osmičelého (hassium je v periodické tabulce pod osmiem).

## Reakce
Oxid hassičelý se připravuje oxidací hassia ve směsi helia a kyslíku:
{\displaystyle {\mathsf {^{269}Hs+2\,O_{2}\ \to \ ^{269}HsO_{4}}}}
Analogicky jako oxid osmičelý reaguje s hydroxidem sodným:
{\displaystyle {\mathsf {^{269}HsO_{4}+NaOH\ \to \ Na[\,^{269}HsO_{4}(OH)]}}}